# Llau del Toll
La llau del Toll és una llau del terme municipal de Castell de Mur, dins de l'antic terme de Mur, al Pallars Jussà, en terres de Vilamolat de Mur.
Es forma al vessant nord del Serrat Rodó, des d'on davalla cap al nord-est, passa a ponent del Planell de Petit, on hi ha la Font del Segalar, discorre entre la Solaneta -ponent- i les Boïgues de Petit -llevant-, després dels quals rep per la dreta lo Torrentill, a prop i a ponent del poble de Vilamolat de Mur. Deixa a llevant los Pous de Miret i la Bancalada de Josep, i al cap d'una mica troba la Font del Toll. Al cap de poc passa entre lo Carant del Duc -ponent- i la Roureda de Josep -llevant-, i després deixa a la dreta el Carant del Duc. Tot seguit s'aboca en el barranc de Sant Gregori a ponent de la capella de Sant Gregori.